# Eddy Grant

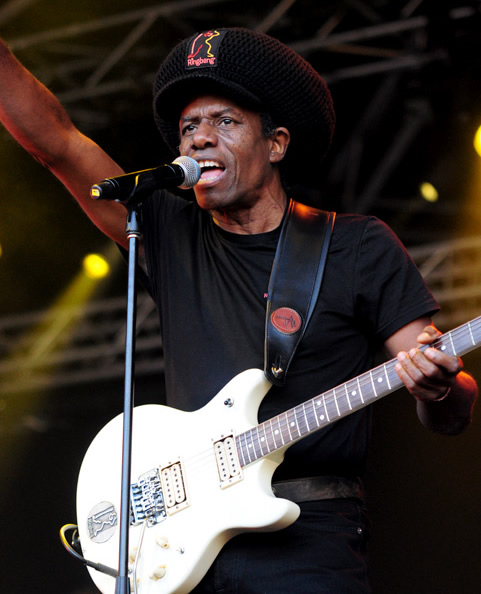
Eddy Grant (2009)

Edmond Montague „Eddy“ Grant (* 5. März 1948 in Plaisance, Guyana) ist ein britischer Popmusiker, Sänger, Komponist und Gitarrist. Er wurde mit der Band The Equals, vor allem durch deren Superhit Baby Come Back von 1968, bekannt.

## Biografie
Grants Familie zog 1960 von Guyana nach London. Er wurde Mitbegründer der Gruppe The Equals, die zwischen 1967 und 1971 etliche Hits hatte. Im Alter von 23 Jahren erlitt Grant einen Herzinfarkt, der ihn zum Kürzertreten zwang. Er verlegte sich aufs Produzieren und gründete sein eigenes Studio, Coach House, sowie sein eigenes Plattenlabel, Ice Records.
Mitte 1979 hatte Grant mit Living on the Frontline seinen ersten Single-Hit. Er baute in Barbados das Studio Blue Wave auf, um wieder bei seiner Familie zu leben, die zuvor in die Karibik gezogen war. Auf Barbados produzierte Grant unter anderem Mick Jagger, Sting und Elvis Costello.
Der endgültige Durchbruch gelang Ende 1980 mit Do You Feel My Love. Dieser Hit war Teil des Albums Can’t Get Enough, von dem auch die Hitsingles Can’t Get Enough of You und I Love You Yes, I Love You stammen. Mit dem im Herbst 1982 erschienenen Album Killer on the Rampage blieb Eddy Grant auf Erfolgskurs. Die Auskopplungen I Don’t Wanna Dance, Electric Avenue und War Party erreichten vordere Plätze in mehreren Musikcharts.
Mitte 1984 kam das Album Going for Broke in den Handel. Die beiden Singles daraus, Till I Can’t Take Love No More und Romancing the Stone, wurden die nächsten Charterfolge. Anfang 1985 nahm Grant Baby Come Back neu auf. Als Gitarrist seiner ehemaligen Band, The Equals, hatte er 1967/1968 mit diesem Lied einen weltweiten Hit. Diesmal reichte es für Platzierungen in Deutschland und der Schweiz. 
Gimme Hope Jo’anna war der einzige Hit vom Album File Under Rock (1988); er kam in vielen europäischen Singlecharts in die Top 10. Walking on Sunshine erreichte eine mittlere Position in den UK-Charts. Erst 2001 gelang mit einem Remix des Liedes Electric Avenue ein weiterer Charterfolg. Zuletzt kam Grant ins Gespräch, als er die britische Band Gorillaz des Plagiats bezichtigte: Deren 2010 erschienene Single Stylo sei mit seiner 1982 herausgekommenen Nummer Time Warp identisch. Der Streit konnte erst 2023 geschlichtet werden.

## Engagement
Grant engagiert sich politisch. Sein Hit Gimme Hope Jo’anna forderte etwa das Ende der Apartheid in Südafrika – der Name ‚Jo’anna‘ im Songtitel bezieht sich nicht auf eine Frau, sondern auf die südafrikanische Metropole Johannesburg.

## Diskografie

### Alben
| Jahr | Titel                 | Höchstplatzierung, Gesamtwochen, AuszeichnungChartplatzierungen (Jahr, Titel, Platzierungen, Wochen, Auszeichnungen, Anmerkungen) | Höchstplatzierung, Gesamtwochen, AuszeichnungChartplatzierungen (Jahr, Titel, Platzierungen, Wochen, Auszeichnungen, Anmerkungen) | Höchstplatzierung, Gesamtwochen, AuszeichnungChartplatzierungen (Jahr, Titel, Platzierungen, Wochen, Auszeichnungen, Anmerkungen) | Höchstplatzierung, Gesamtwochen, AuszeichnungChartplatzierungen (Jahr, Titel, Platzierungen, Wochen, Auszeichnungen, Anmerkungen) | Höchstplatzierung, Gesamtwochen, AuszeichnungChartplatzierungen (Jahr, Titel, Platzierungen, Wochen, Auszeichnungen, Anmerkungen) | Anmerkungen |
| Jahr | Titel                 | DE | AT | CH | UK | US | Anmerkungen |
| ---- | --------------------- | --- | --- | --- | --- | --- | ----------- |
| 1981 | Can’t Get Enough      | DE41 (12 Wo.)DE | — | — | UK39 (6 Wo.)UK | — |             |
| 1982 | Killer on the Rampage | DE11 (23 Wo.)DE | AT16 (2 Wo.)AT | — | UK7 Silber · (23 Wo.)UK | US10 Gold · (30 Wo.)US |             |
| 1984 | Going for Broke       | DE48 (7 Wo.)DE | — | — | — | US64 (17 Wo.)US |             |
| 1988 | File Under Rock       | DE48 (10 Wo.)DE | — | — | — | — |             |
| 1992 | Paintings of the Soul | — | — | CH33 (1 Wo.)CH | — | — |             |

grau schraffiert: keine Chartdaten aus diesem Jahr verfügbar
Weitere Alben
- 1975: Eddy Grant
- 1977: Message Man
- 1979: Walking on Sunshine
- 1980: My Turn to Love You
- 1980: Love in Exile
- 1981: Live at Notting Hill
- 1985: Born Tuff
- 1990: Barefoot Soldier
- 1993: Soca Baptism
- 1997: I Don’t Wanna Dance
- 2000: Hearts and Diamonds
- 2001: The Best of Eddy Grant
- 2001: Hearts & Diamonds
- 2006: Reparation
- 2008: Lost & Found
- 2017: Plaisance

### Kompilationen
| Jahr | Titel                                             | Höchstplatzierung, Gesamtwochen, AuszeichnungChartplatzierungen (Jahr, Titel, Platzierungen, Wochen, Auszeichnungen, Anmerkungen) | Höchstplatzierung, Gesamtwochen, AuszeichnungChartplatzierungen (Jahr, Titel, Platzierungen, Wochen, Auszeichnungen, Anmerkungen) | Höchstplatzierung, Gesamtwochen, AuszeichnungChartplatzierungen (Jahr, Titel, Platzierungen, Wochen, Auszeichnungen, Anmerkungen) | Höchstplatzierung, Gesamtwochen, AuszeichnungChartplatzierungen (Jahr, Titel, Platzierungen, Wochen, Auszeichnungen, Anmerkungen) | Höchstplatzierung, Gesamtwochen, AuszeichnungChartplatzierungen (Jahr, Titel, Platzierungen, Wochen, Auszeichnungen, Anmerkungen) | Anmerkungen |
| Jahr | Titel                                             | DE | AT | CH | UK | US | Anmerkungen |
| ---- | ------------------------------------------------- | --- | --- | --- | --- | --- | ----------- |
| 1984 | All the Hits – The Killer at His Best             | — | — | — | UK23 Gold · (10 Wo.)UK | — |             |
| 1989 | Walking on Sunshine – The Very Best of Eddy Grant | DE22 (11 Wo.)DE | — | — | UK20 Silber · (8 Wo.)UK | — |             |
| 2001 | The Greatest Hits                                 | DE78 (2 Wo.)DE | AT19 (11 Wo.)AT | CH69 (2 Wo.)CH | UK3 Platin · (16 Wo.)UK | — |             |
| 2001 | Greatest Hits Collection                          | — | — | — | UK94 (1 Wo.)UK | — |             |
| 2008 | The Very Best Of – Road to Reparation             | — | — | — | UK14 Silber · (7 Wo.)UK | — |             |

Weitere Kompilationen
- 1981: Eddy Grant (2 LPs)
- 1993: Essential – The Very Best of …
- 1995: The Best of Eddy Grant
- 1996: Greatest Hits
- 1997: The Best Of
- 1998: The Complete Collection
- 1999: Greatest Hits Collection
- 1999: Grant’s Greatest
- 1999: Hits from the Frontline
- 2004: Baby Come Back: The Best of Eddy Grant

### Singles
| Jahr | Titel Album                                                           | Höchstplatzierung, Gesamtwochen, AuszeichnungChartplatzierungen (Jahr, Titel, Album, Platzierungen, Wochen, Auszeichnungen, Anmerkungen) | Höchstplatzierung, Gesamtwochen, AuszeichnungChartplatzierungen (Jahr, Titel, Album, Platzierungen, Wochen, Auszeichnungen, Anmerkungen) | Höchstplatzierung, Gesamtwochen, AuszeichnungChartplatzierungen (Jahr, Titel, Album, Platzierungen, Wochen, Auszeichnungen, Anmerkungen) | Höchstplatzierung, Gesamtwochen, AuszeichnungChartplatzierungen (Jahr, Titel, Album, Platzierungen, Wochen, Auszeichnungen, Anmerkungen) | Höchstplatzierung, Gesamtwochen, AuszeichnungChartplatzierungen (Jahr, Titel, Album, Platzierungen, Wochen, Auszeichnungen, Anmerkungen) | Anmerkungen                          |
| Jahr | Titel Album                                                           | DE | AT | CH | UK | US | Anmerkungen                          |
| ---- | --------------------------------------------------------------------- | --- | --- | --- | --- | --- | ------------------------------------ |
| 1979 | Living on the Front Line Walking on Sunshine                          | — | — | — | UK11 (15 Wo.)UK | — | Erstveröffentlichung: Mai 1979       |
| 1980 | Do You Feel My Love Can’t Get Enough                                  | DE12 (28 Wo.)DE | — | CH3 (8 Wo.)CH | UK8 Silber · (11 Wo.)UK | — | Erstveröffentlichung: November 1980  |
| 1981 | Can’t Get Enough of You Can’t Get Enough                              | DE22 (17 Wo.)DE | — | CH12 (4 Wo.)CH | UK13 (10 Wo.)UK | — | Erstveröffentlichung: März 1981      |
| 1981 | I Love You, Yes, I Love You Can’t Get Enough                          | DE58 (8 Wo.)DE | — | — | UK37 (6 Wo.)UK | — | Erstveröffentlichung: Juli 1981      |
| 1982 | I Don’t Wanna Dance Killer on the Rampage                             | DE7 (25 Wo.)DE | AT2 (16 Wo.)AT | CH1 (9 Wo.)CH | UK1 Gold · (16 Wo.)UK | US53 (7 Wo.)US | Erstveröffentlichung: September 1982 |
| 1983 | Electric Avenue Killer on the Rampage                                 | DE9 (18 Wo.)DE | AT6 (10 Wo.)AT | CH6 (6 Wo.)CH | UK2 Silber · (9 Wo.)UK | US2 Platin · (22 Wo.)US | Erstveröffentlichung: Januar 1983    |
| 1983 | War Party Killer on the Rampage                                       | DE47 (8 Wo.)DE | — | CH11 (3 Wo.)CH | UK42 (4 Wo.)UK | — | Erstveröffentlichung: April 1983     |
| 1983 | Till I Can’t Take Love No More Going for Broke                        | DE26 (10 Wo.)DE | — | CH14 (8 Wo.)CH | UK42 (7 Wo.)UK | — | Erstveröffentlichung: Oktober 1983   |
| 1984 | Romancing the Stone Going for Broke                                   | DE42 (10 Wo.)DE | — | — | UK52 (5 Wo.)UK | US26 (17 Wo.)US | Erstveröffentlichung: Mai 1984       |
| 1984 | Boys in the Street Going for Broke                                    | — | — | — | UK78 (3 Wo.)UK | — | Erstveröffentlichung: Oktober 1984   |
| 1985 | Baby Come Back Born Tuff                                              | DE58 (4 Wo.)DE | — | CH26 (2 Wo.)CH | — | — | Erstveröffentlichung: Februar 1985   |
| 1988 | Gimme Hope Jo’anna File Under Rock                                    | DE4 (23 Wo.)DE | AT2 (18 Wo.)AT | CH2 (18 Wo.)CH | UK7 (12 Wo.)UK | — | Erstveröffentlichung: Januar 1988    |
| 1988 | Harmless Piece of Fun File Under Rock                                 | — | — | — | UK90 (3 Wo.)UK | — | Erstveröffentlichung: April 1988     |
| 1988 | Put a Hold on It File Under Rock                                      | — | — | — | UK79 (2 Wo.)UK | — | Erstveröffentlichung: Oktober 1988   |
| 1989 | Walking on Sunshine Walking on Sunshine – The Very Best of Eddy Grant | — | — | — | UK57 (5 Wo.)UK | — | Erstveröffentlichung: Mai 1989       |
| 2001 | Electric Avenue (Ringbang Remix) The Greatest Hits                    | DE68 (3 Wo.)DE | AT56 (4 Wo.)AT | CH100 (1 Wo.)CH | UK5 (12 Wo.)UK | — | Erstveröffentlichung: Juni 2001      |

Weitere Singles
- 1970: Baby Don’t Let Me Down
- 1974: My Queen Tonight
- 1975: Hello Africa
- 1975: Nobody’s Got Time
- 1977: Say I Love You
- 1978: Child
- 1978: Walking on Sunshine
- 1978: Love
- 1980: My Turn to Love You
- 1980: Preachin’ Genocide
- 1981: Hello Africa
- 1981: Time to Let Go
- 1982: Niño Jamaicano
- 1984: Dance Party
- 1988: Grant-Mix
- 1990: Restless World
- 1992: Paco & Ramone
- 1992: Welcome to La Tigre
- 1993: Ra-Ti-Ray
- 2002: Queen of My Heart & Soul

## Auszeichnungen für Musikverkäufe
| Silberne Schallplatte - Frankreich - 1988: für die Single Gimme Hope Jo’anna Goldene Schallplatte - Neuseeland - 1983: für die Single I Don’t Wanna Dance - Spanien - 1988: für das Album File Under Rock | Platin-Schallplatte - Kanada - 1983: für die Single Electric Avenue - 1983: für das Album Killer on the Rampage - Neuseeland - 2001: für das Album The Greatest Hits |

Anmerkung: Auszeichnungen in Ländern aus den Charttabellen bzw. Chartboxen sind in ebendiesen zu finden.
| Land/RegionAuszeichnungen für Musikverkäufe (Land/Region, Auszeichnungen, Verkäufe, Quellen) | Silber     | Gold     | Platin     | Verkäufe  | Quellen                           |
| -------------------------------------------------------------------------------------------- | ---------- | -------- | ---------- | --------- | --------------------------------- |
| Frankreich (SNEP)                                                                            | Silber1    | —        | —          | 250.000   | infodisc.fr                       |
| Kanada (MC)                                                                                  | —          | —        | 2× Platin2 | 200.000   | musiccanada.com                   |
| Neuseeland (RMNZ)                                                                            | —          | Gold1    | Platin1    | 25.000    | aotearoamusiccharts.co.nz         |
| Spanien (Promusicae)                                                                         | —          | Gold1    | —          | 50.000    | Sólo éxitos: año a año, 1959–2002 |
| Vereinigte Staaten (RIAA)                                                                    | —          | Gold1    | Platin1    | 1.500.000 | riaa.com                          |
| Vereinigtes Königreich (BPI)                                                                 | 5× Silber5 | 2× Gold2 | Platin1    | 1.580.000 | bpi.co.uk                         |
| Insgesamt                                                                                    | 6× Silber6 | 5× Gold5 | 5× Platin5 |           |                                   |